# Oksenvad Skov
Oksenvad Hede är en skog i Danmark. Den ligger i Region Syddanmark, i den sydvästra delen av landet. Skogens södra gräns utgörs av Nørreå.